# Emmaste-Selja
Pour les articles homonymes, voir Selja.
Emmaste-Selja (Selja avant 2017) est un hameau de la commune de Hiiumaa, situé dans le comté de Hiiu en Estonie. Au 31 décembre 2011, il comptait 3 habitants.

## Géographie
Le village est situé dans le sud de l'île d'Hiiumaa.

## Histoire
Avant la réforme administrative d'octobre 2017, le village de Selja faisait partie de la commune de Emmaste, fusionnée à cette date avec les autres communes de l'île pour former celle de Hiiumaa. Il prend alors son nom actuel.